# Веселі історії (фільм, 1973)
Про однойменний радянський дитячий фільм див. Веселі історії (фільм, 1962)
«Веселі історії» (рос. «Весёлые истории») — литовський  радянський дитячий художній фільм 1973 року режисерів Стасіса Мотеюнаса, Альгімантаса Кундяліса, Гітіса Лукшаса за сценарієм Миколи Носова.

## Сюжет
Фільм складається з трьох новел, сюжетно слабо пов'язаних між собою темою збору металобрухту школярами в Радянській Литві. В основі новел — розповіді Миколи Носова «І я допомагаю», «Про Гену», «Телефон».
Перша новела «Непосида» розповідає про внучку професора-хіміка, що втекла з дому після невдалого хімічного досліду, проведеного нею.
Друга новела «Пустуни» оповідає про забрехавшогося школяра, який обманював батьків і вчительку.
Героями третьої новели «Телефон» є два друга-школяра, в які отримали приз за збір металобрухту у вигляді двох дитячих телефонних апаратів.

## У ролях
- Дайва Дауйотіте — Дайва
- Альоша Денисов — Сімас Нарунас
- Артурас Правілоніс — Мікас Кікутіс
- Сергій Михайлов — Гінтас
- Гражина Баландіте — Мати Гінтаса
- Йонас Пакуліс — Батько Гінтаса
- Еугенія Плешкіте — Вчителька
- Стяпонас Космаускас — Професор
- Гедімінас Гірдвайніс — Диригент шкільного духового оркестру
- Артурас Вегіс —  Складальник металобрухту
- Арас Лукшас — Арас
- Леонардас Зельчюс — Директор школи

## Знімальна група
- Автор сценарію: Микола Носов
- Режисер-постановник: Стасіс Мотеюнас, Альгімантас Кундяліс, Гітіс Лукшас
- Головний оператор: Альгімантас Моцкус
- Художник: Антанас Шакаліс
- Композитор: Гедрюс Купрявічюс